# يوهان فردريش آدم
يوهان فريدريك آدم، سميَّ لاحقًا مايكل فريدريك آدمز(1780 في موسكو- 1 مارس 1838 فيريا) عالم نبات من سانت بطرسبرغ، روسيا.

## حياته
درس من عام 1795 إلى 1796 كلية الطب في سانت بطرسبرغ. في الأعوام 1800 إلى 1802 سافر عبر جنوب القوقاز مع الوفد المرافق للكون أبولو موسن-بوشكن(1760-1805). في عام 1805، كان عضوًا في فريق علمي ملحق بالبعثة الدبلوماسية الفاشلة للكونت يوري جولوفكين إلى الصين. بعد فشل المهمة، هو وعلماء آخرون مكثوا في سيبيريا لمتابعة أبحاثهم. في عام 1806، حيث كان في ياكوتسك، سمع عن وجود جثة ماموث صوفي سليمة بالقرب من من مصب نهر لينا. على عجالة قام بترتيب بعثة إلى الموقع حيث استطاع استرداد معظم الهيكل العظمي، الجلد، وما يقارب أربعين رطل من الشعر. في ذلك الوقت، وبعد قرن تقريبًا، كان هذا الماموث الأكثر اكتمالًا المعروف. عاد إلى سانت بطرسبرغ مع جائزته. الهيكل حاليًا معروض في متحف علم الحيوان في سانت بطرسبرغ، حيث تعرف باسم ماموث آدمز.
لاحقاً في حياته، عمل كأستاذ مساعد في علم النبات في الأكاديمية الطبية-الجراحية في موسكو.